# دانييلي راتو
دانييلي راتو (بالإيطالية: Daniele Ratto)‏ (و. 1989  م) هو راكب دراجة هوائية إيطالي، ولد في مونكالييري، شارك في طواف إسبانيا، وطواف إسبانيا 2013، وطواف إيطاليا 2014.

## سجل الفوز

### سباقات أو مراحل فاز بها
| التاريخ        | السباق                                                     | المركز                   |
| -------------- | ---------------------------------------------------------- | ------------------------ |
| 01 يناير 2007  | 2007 UCI Road World Championships – Junior men's road race | المركز الثاني            |
| 01 مايو 2010   | 2010 جي بي إندوستريا وأرتيجياناتو                          | الفائز في التصنيف العام  |
| 07 أبريل 2012  | طواف إقليم الباسك 2012                                     | السابع في تصنيف النقاط   |
| 10 مارس 2013   | باريس-نيس 2013                                             | التاسع في تصنيف أفضل شاب |
| 30 مارس 2013   | جائزة ميغيل إندوراين 2013                                  | التاسع في التصنيف العام  |
| 15 سبتمبر 2013 | طواف إسبانيا 2013                                          | الثالث في تصنيف الجبال   |
| 26 مارس 2015   | كلاسيكا كورسيكا 2015                                       | المركز الثالث            |
| 03 مايو 2015   | طواف تركيا 2015                                            | الثاني في تصنيف النقاط   |
| 03 أبريل 2016  | باريس-كاممبير 2016                                         | السادس في التصنيف العام  |
| 08 مايو 2016   | طواف كوميونيداد مدريد 2016                                 | المركز الثالث            |

## روابط خارجية
- دانييلي راتو على موقع الاتحاد الدولي للدراجات (الإنجليزية)
- دانييلي راتو على موقع أرشيف الدراجات (الإنجليزية)
- دانييلي راتو على موقع إحصائيات الدراجات الإحترافية (الإنجليزية)
- دانييلي راتو على موقع نسبة الدراجات (الإنجليزية)
- دانييلي راتو على موقع CycleBase (الإنجليزية)